# Carl Gustav Schwetschke
Carl Gustav Schwetschke (* 5. April 1804 in Halle (Saale); † 4. Oktober 1881 ebenda) war ein deutscher Verleger.

## Leben und Wirken
Dr. h. c. Carl Gustav Schwetschke wurde am 5. April 1804 in Halle (Saale) geboren. Seine buchhändlerische Ausbildung absolvierte er bei dem Braunschweiger Verleger Friedrich Vieweg. Von 1821 bis 1824 studierte er Philologie in Halle und Heidelberg. Er schloss sich dort den Burschenschaften Alte Hallesche Burschenschaft (1821) und Alte Heidelberger Burschenschaft (1822) an. Am 1. Dezember 1828 nahm ihn sein Vater Carl August Schwetschke als Teilhaber in die Verlagsbuchhandlung Gebauer-Schwetschke auf, die er dann 1843 an Ed. Schimmel in Leipzig verkaufte. Im gleichen Jahr starb sein Bruder Carl Ferdinand Schwetschke. Carl Gustav Schwetschke übernahm deshalb die verwaiste Leitung des Verlages C. A. Schwetschke & Sohn, der am 1. Mai 1851 an den Schleswig-Holsteiner Moritz Bruhn verkauft und kurz darauf nach Braunschweig verlegt wurde. Am 4. Oktober 1881 starb Carl Gustav Schwetschke in Halle (Saale).
Schwetschke machte sich zunächst als Verleger einen Namen; so gründete er z. B. im Jahr 1852 zusammen mit Otto Ule, Karl Müller und Emil Adolf Roßmäßler die bedeutende und erfolgreiche Zeitschrift Die Natur, die dann ab 1901 mit der im Braunschweiger Vieweg Verlag erscheinenden Naturwissenschaftlichen Rundschau vereinigt wurde.
Außerdem machte sich Schwetschke sehr um buchhändlerische Interessen verdient. Er gründete die Bibliothek des Börsenvereins des deutschen Buchhandels und verfasste mit dem Codex nundinarius Germaniae literatae (1850) eine grundlegende Statistik deutscher Verlage und ihrer Tätigkeiten von 1564 bis 1846.
Politisch engagierte sich Carl Gustav Schwetschke als Stadtverordneter in Halle (Saale) und 1848 als Mitglied des Vorparlaments und Abgeordneter der Frankfurter Nationalversammlung, wo er sich der Casino-Fraktion anschloss. Im Schleswig-Holsteinischen Krieg (1848–1851) stand er auf der Seite der Herzogtümer Schleswig und Holstein.
Schwetzschke ist am 8. Dezember 1828 in die Freimaurerloge Zu den drei Degen in Halle aufgenommen worden, in der schon sein Vater Carl August und sein Bruder Carl Ferdinand Mitglied waren. Er betätigte sich auch als Autor in der Freimaurerforschung. Die Logen Balduin zur Linde und Apollo in Leipzig sowie Zum aufblühenden Baum in Eisleben wählten ihn zum Ehrenmitglied.

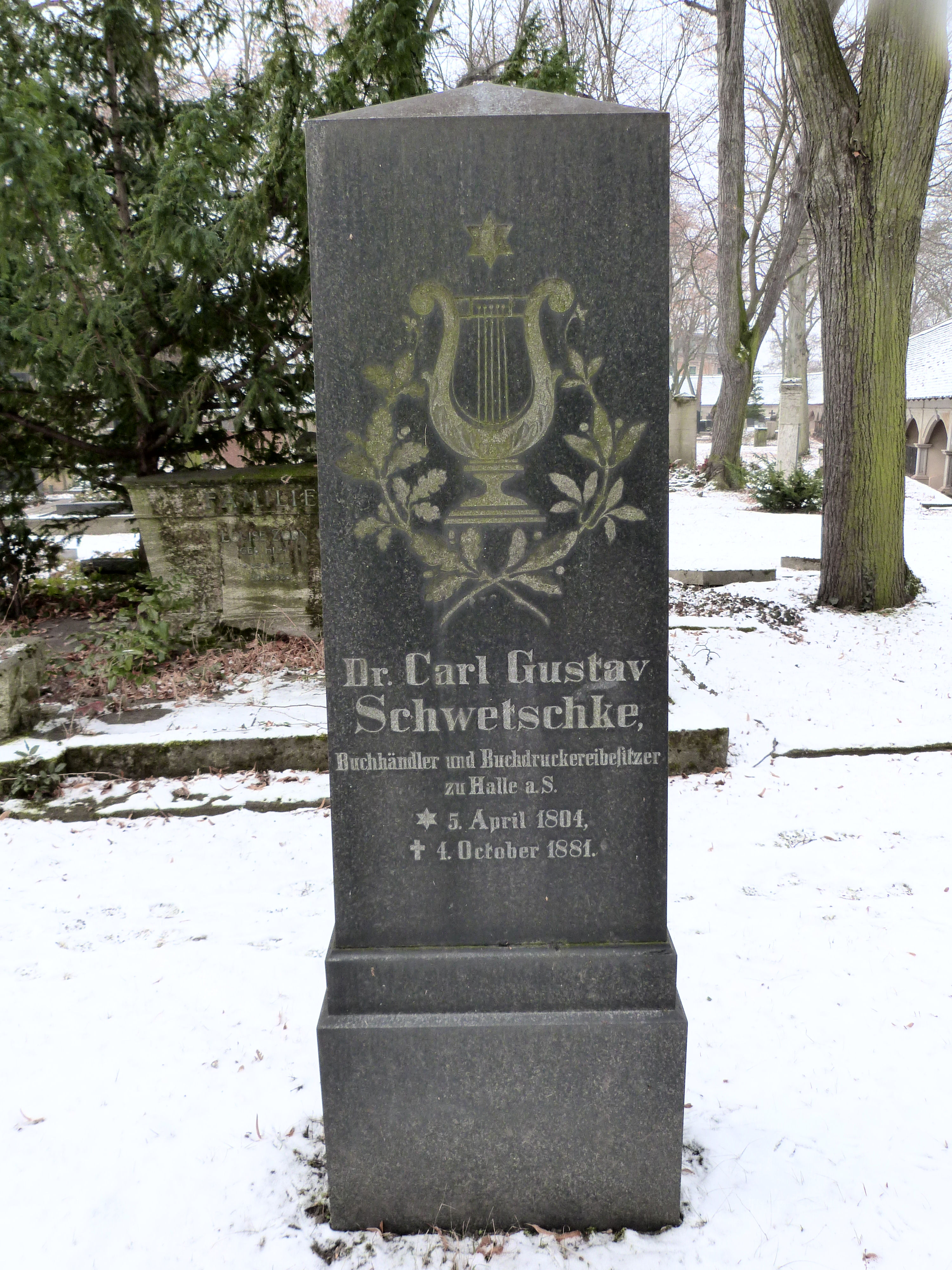
Das Grab von Carl Gustav Schwetschke auf dem halleschen Stadtgottesacker

Sein Grab befindet sich auf dem halleschen Stadtgottesacker (Innenfeld I).

## Mitgliedschaften
Carl Gustav Schwetschke war Mitglied der Deutschen Morgenländischen Gesellschaft.

## Ehrung
Die Schwetschkestraße in Halle (Saale) ist nach der Verlegerfamilie Schwetschke benannt.

## Schriften (Auswahl)
- Vorakademische Buchdruckergeschichte der Stadt Halle. Halle 1840. urn:nbn:de:s2w-3135
- Paläographischer Nachweis der Unächtheit der Kölner Freimaurer-Urkunde v. J. 1535. Halle 1843. urn:nbn:de:s2w-3148
- Schneidemüller-Lied, mit 6 Begleitstücken. C. A. Schwetschke & Sohn, Halle 1845. Digitalisat
- Codex nundinarius Germaniae literatae bisecularis. Meß-Jahrbücher des deutschen Buchhandels. Mit einer Einleitung von Gustav Schwetschke. 2 Bände. Halle 1850–1877. urn:nbn:de:s2w-1551